# Dặc Giang
Dặc Giang (chữ Hán giản thể:弋江区, Hán Việt: Dặc Giang khu) là một quận thuộc địa cấp thị Vu Hồ, tỉnh An Huy, Cộng hòa Nhân dân Trung Hoa. Quận Dặc Giang có diện tích 154 km2, dân số năm 2001 là 309.514 người.

## Hành chính
Về mặt hành chính, quận Dặc Giang được chia thành 10 đơn vị hành chính cấp hương, bao gồm 9 nhai đạo và 1 trấn.
- Nhai đạo: Trung Nam (中南街道), Mã Đường (马塘街道), Lỗ Cảng (瀂港街道), Hỏa Long (火龙街道), Bạch Mã (白马街道), Nam Thụy (南瑞街道), Tam Sơn (三山街道), Bảo Định (保定街道), Long Hồ (龙湖街道)
- Trấn: Nga Kiều (峨桥镇)